# Кёлер, Август (оптик)
Август Карл Иоганн Валентин Кёлер (нем. August Karl Johann Valentin Köhler; 4 марта 1866, Дармштадт — 12 марта 1948, Йена) — немецкий физик-оптик, профессор Йенского университета (1922—1945), сотрудник компании «Carl Zeiss». Известен благодаря своей разработке особого освещения в микроскопии («освещения Кёлера» или «освещения Келера»), которое произвело революцию в дизайне микроскопов; является соавтором конструкции ультрафиолетового микроскопа; автор работ по автофлуоресценции в микроскопии.

## Биография
Август Кёлер родился 4 марта 1866 года в Дармштадте; посещал местную гимназию Людвига-Георга (LGG) до 1884 года. Затем он учился в Техническом университете в Дармштадте, а также — в университете имени Рупрехта и Карла в Гейдельберге и в Гиссенском университете. В 1888 году он получил высшее образование и начал преподавать в средних школах в Дармштадте и Бингене (земля Рейнланд-Пфальц), прежде чем вернулся в университет. Свою академическую карьеру он начал у профессора Иоганна Вильгельма Шпенгеля в зоологическом институте при университете Гиссена. Цель его кандидатской диссертации состояла в таксономии брюхоногих на основе микроскопических изображений: для достижения поставленной цели Кёлер искал способ улучшить качество изображений, полученных им с помощью микрофотографии.
Результаты своей работы Кёлер опубликовал в 1893 году в немецкоязычном журнале «Zeitschrift für wissenschaftliche Mikroskopie»; год спустя журнал «Journal of the Royal Microscopical Society» опубликовал краткое изложение его работы на английском языке. Полный английский перевод статьи под заглавием «A New System of Illumination for Photomicrographic Purposes» появился только столетие спустя, в 1994 году.
После получения кандидатской степени в Гиссенском университете в 1893 году, Август Кёлер продолжил работать учителем: несколько лет он преподавал в средней школе в Бингене. В 1900 году физик Зигфрид Чапски (1861—1907) пригласил его работать в компании «Carl Zeiss», головной офис которой располагался в Йене. В течение последующих 45 лет Кёлер оставался в компании в качестве физика-оптика: здесь он, совместно с физиком Эрнстом Аббе и химиком Фридрихом Отто Шоттом, участвовал в разработке современного дизайна оптических микроскопов. С 1922 года и до своего выхода на пенсию в 1945 году, он также являлся профессором микрофотометрии в университете имени Фридриха Шиллера в Йене.

### Научная деятельность
Работа Кёлера в области устройства микроскопа стала революционной для своего времени: ему удалось преодолеть проблему неравномерного освещения исследуемого образца — проблему, которая существенно затрудняла получение высококачественных микрофотографий. Возможность получения равномерно освещенного поля зрения и способ уменьшить блики от источника света за счет нескольких несложных оптических устройств до сих пор широко используются в микроскопах.
За время работы в компании «Zeiss» Кёлера внес свой вклад и в ряд других оптических инноваций, зарегистрировав не менее 25 европейских и десяти американских патентов: так, со своим коллегой Морицем фон Рором (1868—1940), Кёлер разработал устройство ультрафиолетового микроскопа. В 1908 году он представил конструкцию действующего люминесцентного микроскопа. Его вклад в биологию включает в себя анализ структуры диатомовых водорослей.

### Работы
- Köhler A: A New System of Illumination for Photomicrographic Purposes = Gedanken zu einem neuen Beleuchtungsverfahren für mikrophotographische Zwecke // Zeitschrift für wissenschaftliche Mikroskopie. 1893.
- Zeitschrift für wissenschaftliche Mikroskopie und mikroskopische Technik, 21, 273 (1904).
- Köhler A, Loos W: Das Phasenkontrastverfahren und seine Anwendungen in der Mikroskopie // Naturwissenschaften. 29, 1941, S. 49-61.
- A. Köhler: Das Mikroskop und seine Anwendung // Handbuch der biologischen Arbeitsmethoden : [nebst] Gesamtinhaltsübersicht, Stichwort- und Mitarbeiterverzeichnis / Emil Abderhalden; A. Köhler. Berlin, Urban & Schwarzenberg 1921.